# Replica 2006
Replica 2006 – ósmy singel fińskiego zespołu power metalowego Sonata Arctica. Utwór tytułowy pochodzi z albumu The Collection 1999-2006, ale wcześniej pojawił się już na albumie Ecliptica. Wersja 2006 to ponowne nagranie tej piosenki.

## Spis utworów
1. "Replica" (2006 version) – 4:32
2. "Draw Me" (instrumental version) – 4:07
3. "Respect the Wilderness" – 3:52

## Twórcy
- Tony Kakko – śpiew, instrumenty klawiszowe w utworze Draw Me
- Jani Liimatainen – gitara
- Marko Paasikoski – gitara basowa
- Tommy Portimo – instrumenty perkusyjne
- Henrik Klingenberg – instrumenty klawiszowe w utworze Replica (2006 Version)
- Mikko Härkin – instrumenty klawiszowe w utworze "Respect the Wilderness"